# Rilhac-Lastours
Rilhac-Lastours é uma comuna francesa na região administrativa da Nova Aquitânia, no departamento de Alto Vienne. Estende-se por uma área de 16,32 km². Em 2010 a comuna tinha 375 habitantes (densidade: 23 hab./km²).